# Miliusa koolsii
Miliusa koolsii är en kirimojaväxtart som först beskrevs av André Joseph Guillaume Henri Kostermans och som fick sitt nu gällande namn av James Sinclair.
Miliusa koolsii ingår i släktet Miliusa och familjen kirimojaväxter. Inga underarter finns listade i Catalogue of Life.